# کیجن‌ها

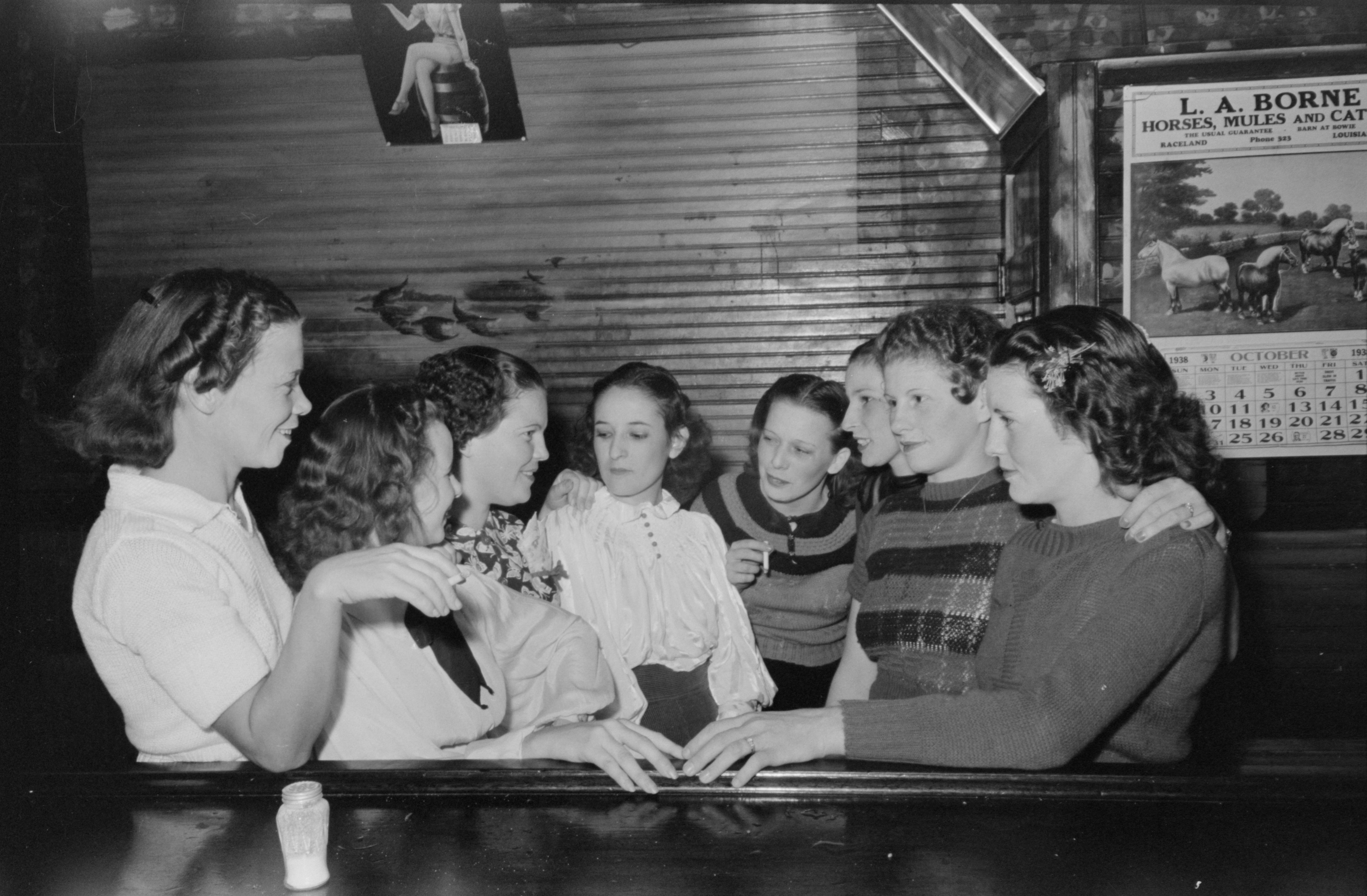
جمعی از کیجن‌ها

کیجن‌ها (به فرانسوی: Cadiens) فرانسوی‌تبارهایی هستند که در جنوب کشور ایالات متحدهٔ آمریکا و عمدتاً در ایالت لوئیزیانا زندگی می‌کنند. کیجن‌ها را گروهی تبعیدی از فرانسه می‌دانند که ابتدا در کِبِک در کانادا ساکن بودند و بعد با گروه‌های استعمارگر فرانسوی درآمیختند و در بخش‌های دیگر و عمدتاً در لوئیزیانا ساکن شدند. تعداد آنها در سال ۲۰۰۲ به حدود ۱٬۲۰۰٬۰۰۰ نفر می‌رسید.